# Oton Burdych
Otokar Burdych, slovenski lekarnar in kulturni delavec, * 21. februar 1895, Metlika, † 19. julij 1957, Škofja Loka.

## Življenjepis
Rodil se je očetu Ervinu, ki je bil češkega porekla, in materi Ani Guštin. Mati je za doto dobila lekarno v Škofji Loki, zato so se maja 1895 preselili. 
V Škofji Loki je leta 1905 končal osnovno šolo, leta 1913 je maturiral na ljubljanski realki. Po maturi je šel študirat tehniko v Gradec. Študij je prekinila vojna, saj je bil vpoklican. Leta vojne je preživel kot praporščak v Krnu, Galiciji, na Tirolskem, Krasu in ob Piavi. Po vojni je opustil študij tehnike in se posvetil farmaciji. Leta 1920 je opravil izpit iz latinščine na novomeški gimnaziji in se vpisal na univerzo v Zagrebu. Leta 1922 je opravil magisterij. Najprej je delal v Kamniku, kmalu pa je prevzel družinsko lekarno, ki pa so mu jo po vojni zasegli.
Dejaven je bil na lokalnem področju. Bil je član Sokola, Narodne čitalnice, Planinskega društva. Nekaj časa je bil predsednik Okrajne posojilnice in Filatelističnega kluba. Po drugi svetovni vojni se je priključil diletantskemu odru. Igral je že pri Narodni čitalnici in Sokolu, po vojni pa je bil med vodilnimi delavci KUD Tone Šifrer. Nastopal je v Gobčevi opereti Planinska roža in v Tavčarjevi Visoški kroniki.
Po očetu je podedoval strast za zbiranje dokumentarnega gradiva, imel je tudi bogato knjižnico, ki pa se je kasneje porazgubila.